# Ruta Provincial E 86 (Córdoba)
La Ruta Provincial E-86, es una carretera Argentina, ubicada en la región sudoeste de la Provincia de Córdoba, en el departamento Río Cuarto.
Tiene una extensión de poco más de 80 km y une el km 11 de la  RP 30  (en proximidades de Achiras), con el km 666 de la  RN 35 .

La insistencia de una maestra de una escuela rural (CE 9 de julio) de Chañaritos, un periodista de pueblo y un político, logró que en el año 2014, los casi 40 km de El camino a Achiras, se asfaltara, lo que significó que el trazado completo de la Ruta Provincial E-86, quedara finalmente asfaltado, facilitando no solo el desplazamiento del tránsito local, sino que habilitaba, en forma rápida y segura, el ingreso del turismo a la  RP 30 , y localidades turísticas de la región.

## Localidades
Las siguientes localidades se encuentran sobre el trazado de esta vía de comunicación que posee su derrotero dentro de un solo departamento. Ninguna de las localidades nombradas, son cabecera departamental. A continuación del nombre, figura el dato de población.

Las localidades con la leyenda s/d hacen referencia a que no se encontraron datos oficiales.
- Departamento Río Cuarto:
- Coronel Moldes 9.010, Bulnes 1.050, Sampacho 7.846, Achiras 2.398